# Wankaner House
Wankaner House, också känt som Lincoln House, är en k-märkt fastighet på 4.650 kvadratmeter i Breach Candy i Mumbai i Indien.
Palatset ritades 1913 av den brittiska arkitekten Claude Batley (1879–1956), och uppfördes som Bombay-bostad för maharajan av kungadömet Wankaner, Amarsinhji Banesinhji, och hans son Pratapsinhji Jhala.  
Wankaner House såldes till USA av maharajan för att denne skulle kunna betala skatter, efter Indiens självständighet 1947. Mellan 1957 och 2012 har USA:s generalkonsulat i Mumbai legat i byggnaden, som amerikanarna döpte om till Lincoln House. Själva tomten på 9.700 kvadastmeter är utarrenderad på ett 999-årsarrende från försvarsmakten. 
Byggnaden såldes i september 2015 till Cyrus Poonawalla i Pune för att bli fritidshus för storfamiljen Poonawalla.  Efter flera års byråkrati hade försvarsdepwrtementet i början av 2020 ännu inte lämnat godkännande av arrendekontraktets överlåtande.